# Le Trésor du Hollandais volant
Le trésor du Hollandais volant (The Flying Dutchman) est une histoire en bande dessinée de Carl Barks, publiée en mars 1959. Elle met en scène Donald Duck, son oncle Balthazar Picsou et ses neveux Riri, Fifi et Loulou.

## Synopsis
Balthazar Picsou a racheté les archives à une très ancienne compagnie maritime hollandaise, dans l'espoir de trouver des renseignements sur d'éventuels navires naufragés regorgeant de richesses. Après de longues recherche, il tombe sur un navire du nom de « Fliegende Hollander », perdu en 1659 et qui a disparu au large de Madagascar, après avoir emporté une riche cargaison de lingots d'or provenant de Ceylan. Depuis, ce vaisseau fantôme aurait été aperçu à plusieurs reprises au fil des siècles vers l'Afrique du sud. Le milliardaire décide donc d'embarquer pour cette région en compagnie de ses neveux, pour rechercher ce mystérieux bateau... qui n'est autre que le sinistrement légendaire Hollandais volant.

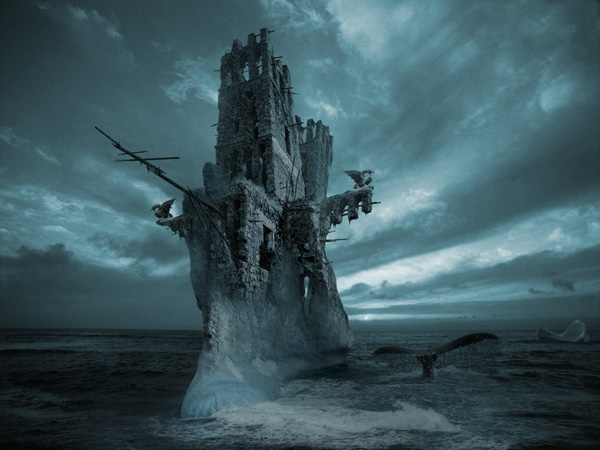
Flying Dutchman Phantom par George Grie (2006).

## Fiche technique
- Code Inducks : W US 25-02
- Titre en anglais : The Flying Dutchman.
- Titres en français : Le trésor du Hollandais volant est le titre le plus courant ; l'histoire s'est aussi appelée : Le vaisseau fantôme d'Oncle Picsou et Le Hollandais volant (le plus proche du titre original).
- 20 planches.
- Auteur et dessinateur : Carl Barks.
- Date de première publication : mars 1959

- Première publication en France : Le Journal de Mickey n°, 1971[1]